# Anacondas: The Hunt for the Blood Orchid
Anacondas: The Hunt for the Blood Orchid (bra: Anaconda 2 - A Caçada pela Orquídea Sangrenta; prt: Anacondas - Em Busca da Orquídea Maldita) é um filme estadunidense de 2004, do gênero terror e aventura dirigido por Dwight H. Little.

## Sinopse
Na selva de Borneo fica uma rara orquídea vermelha, que desabrocha apenas uma vez a cada sete anos. Considerada a chave para a produção de um soro da juventude, um grupo de cientistas decide embarcar numa viagem para encontrá-la. Eles acreditam que o soro irá render muito prestígio e dinheiro para suas carreiras, valendo a pena correr os riscos da expedição. Porém logo eles percebem que, além do mau tempo e a densa vegetação, algo mais pretende impedi-los de alcançar a orquídea: um predador mortal que a protege.

## Elenco
- Arnold Schwarzenegger.... Bill Johnson
- KaDee Strickland.... Samantha "Sam" Rogers
- Matthew Marsden.... Dr. Jack Byron
- Morris Chestnut.... Gordon Mitchell
- Karl Yune.... Tran
- Ricardo Visnnardi.... Ethan Sccarmann
- Salli Richardson-Whitfield.... Gail Stern
- Eugene Byrd.... Cole Burris
- Nicholas Gonzalez.... Ben Douglas

## Recepção

### Bilheteria
Anaconda 2 - A Caçada pela Orquídea Sangrenta teve um orçamento de US$ 20 milhões, e arrecadou US$ 32,238,923 nos Estados Unidos e US$ 38,753,975 em outros países.Arrecadando no total US$ 70,992,898 mundialmente.

### Crítica
No consenso do agregador de críticas Rotten Tomatoes diz: "Um filme B de monstro brega". Na pontuação onde a equipe do site categoriza as opiniões da grande mídia e da mídia independente apenas como positivas ou negativas, o filme tem um índice de aprovação de 26% calculado com base em 121 comentários dos críticos. Por comparação, com as mesmas opiniões sendo calculadas usando uma média aritmética ponderada, a nota alcançada é 4,2/10.
Em outro agregador, o Metacritic, que calcula as notas das opiniões usando somente uma média aritmética ponderada de determinados veículos de comunicação em maior parte da grande mídia, tem uma pontuação de 40/100, alcançada com base em 28 avaliações da imprensa anexadas no site, com a indicação de "revisões mistas ou neutras".